# John Travolta
John Joseph Travolta, född 18 februari 1954 i Englewood i New Jersey, är en amerikansk skådespelare, sångare och producent. Han fick stor uppmärksamhet när han medverkade i TV-serien Welcome Back, Kotter (1975-1979) och skulle slå igenom internationellt med filmerna Saturday Night Fever (1977) och Grease (1978). Efter ett mindre lyckat 1980-tal gjorde han en stark comeback med rollen som Vincent Vega i Quentin Tarantinos Pulp Fiction (1994). Han hade därefter flera succéfilmer under resten av 1990-talet men skulle få en dalande karriär med den till stora delar egenfinansierade Battlefield Earth (2000), som ofta beskrivs som tidernas sämsta film. Men har därefter även fått uppmärksamhet för sin medverkan i Hairspray (2007), Bolt (2008) och TV-serien Fallet O.J. Simpson: American Crime Story (2016). 

## Biografi

### Uppväxt
John Travolta föddes som den yngsta i en syskonskara på sex. Hans far, Salvatore "Sam" Travolta, var en semiprofessionell spelare i amerikansk fotboll och blev senare en däckförsäljare och så småningom delägare i en däckfirma, Travolta Tire Exchange. Hans mor, Helen Cecilia (född Burke) var en skådespelare och sångerska och hade haft en kort karriär i radiosånggruppen The Sunshine Sisters innan hon blev gymnasielärare i engelska och drama. Samtliga syskon i Travolta familjen, Joey, Ellen, Ann, Margaret och Sam inspirerades av sin mor och blev skådespelare.
Travolta växte upp i ett irländsk-amerikanskt område och har berättat att familjen höll sig till en övervägande irländsk kultur. Han uppfostrades katolskt men skulle konvertera till scientologi som 21-åring efter att hans vän Joan Prather 1975, gav honom boken Dianetics av religionens skapare L. Ron Hubbard. Travolta hoppade av gymnasiet som 17-åring.

### Tidig karriär och genombrott
Travolta flyttade över Hudsonfloden till New York när han slutat skolan och fick snabbt en roll i en Broadway uppsättning av musikalen Grease (1972) där han spelade Doody. Han fick sedan en av huvudrollerna i Broadway musikalen Over Here! (1974). Han hade däremellan fått sin första TV-roll som ett brottsoffer i Emergency! (1972) och skulle fortsätta få småroller inom TV. Hans första betydande roll var i skräckfilmen Carrie (1976), regisserad av Brian De Palma som baserades på romanen med samma namn av Stephen King. Ungefär samtidigt som han spelade in Carrie hade han fått en av huvudrollerna i TV-serien Welcome Back, Kotter och när filmen hade premiär var serien inne på sin andra säsong och hade gett Travolta ett genombrott i USA. Hans syster Ellen hade också en återkommande roll i serien.

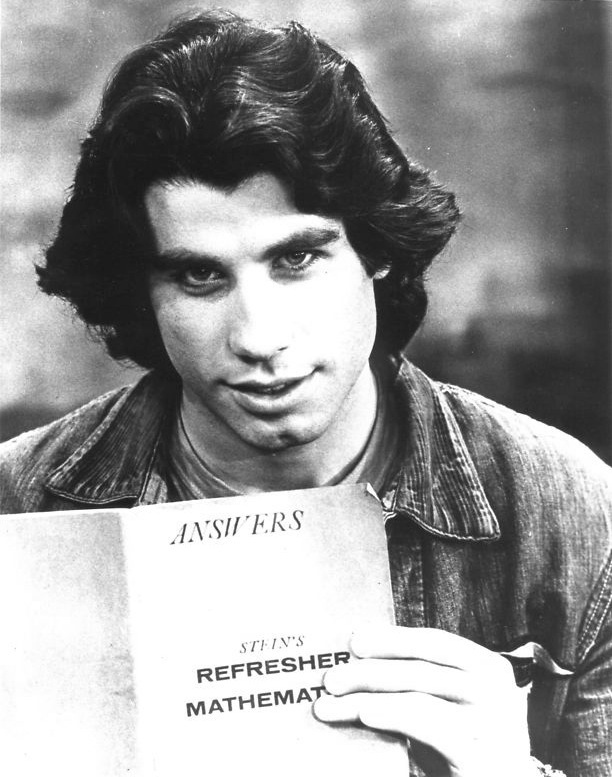
John Travolta som Vinnie Barbarino i Tv-serien Welcome Back, Kotter från 1976.

1976 hade Travolta också en hitsingel med låten "Let Her In" som hamnade på plats tio på Billboardlistan. Travolta hade försökt få en roll i Jesus Christ Superstar (1973) utan framgång, men producenterna från filmen skulle komma ihåg honom och efter sina framgångar i Carrie och Welcome Back, Kotter beslutade dem att ge Travolta ett filmavtal för tre filmer. Den första av de rollerna blev i Saturday Night Fever (1977). Travolta blev kritikerrosad för rollen som Tony Manero och blev nominerad till flera priser däribland en Oscar vilket vid tidpunkten gjorde honom till den yngsta nominerade någonsin. Rollen gav honom också ett internationellt genombrott. Travolta framförde alla dansscener själv och övade så mycket inför rollen att han gick ner 9 kg.
Han skulle följa upp succén med musikalfilmen Grease redan året efter som även den blev en enorm succé och katapulterade Travoltas karriär till att vara en av de största skådespelarna i världen. Han blev nominerad till en Golden Globe Awards för rollen som Danny Zuko. Efter att Henry Winkler avböjt rollen i rädsla av att bli typecastad så var Travolta det självklara valet. Winkler har ångrat sitt beslut sedan dess. Travolta medverkade också på filmens soundtrack, vilket är ett av de mest sålda album genom tiderna. Hans nästa film Moment by Moment (1978) där han medverkade tillsammans med Lily Tomlin förväntades dra en stor publik eftersom de båda var på toppen av deras karriär. Publiken uteblev och filmen blev sågad av publiken. "Filmen måste ses som en av de största besvikelser 1978. Vad som såg ut som inspirerande rollbesättning på pappret, ihopparningen av Travolta och Tomlin, misslyckas totalt i utförandet" skrev Variety. Men med filmen Urban Cowboy (1980), som också skulle göra countrymusik populärt igen i USA, skulle han få en succé igen.

### Karriären dalar

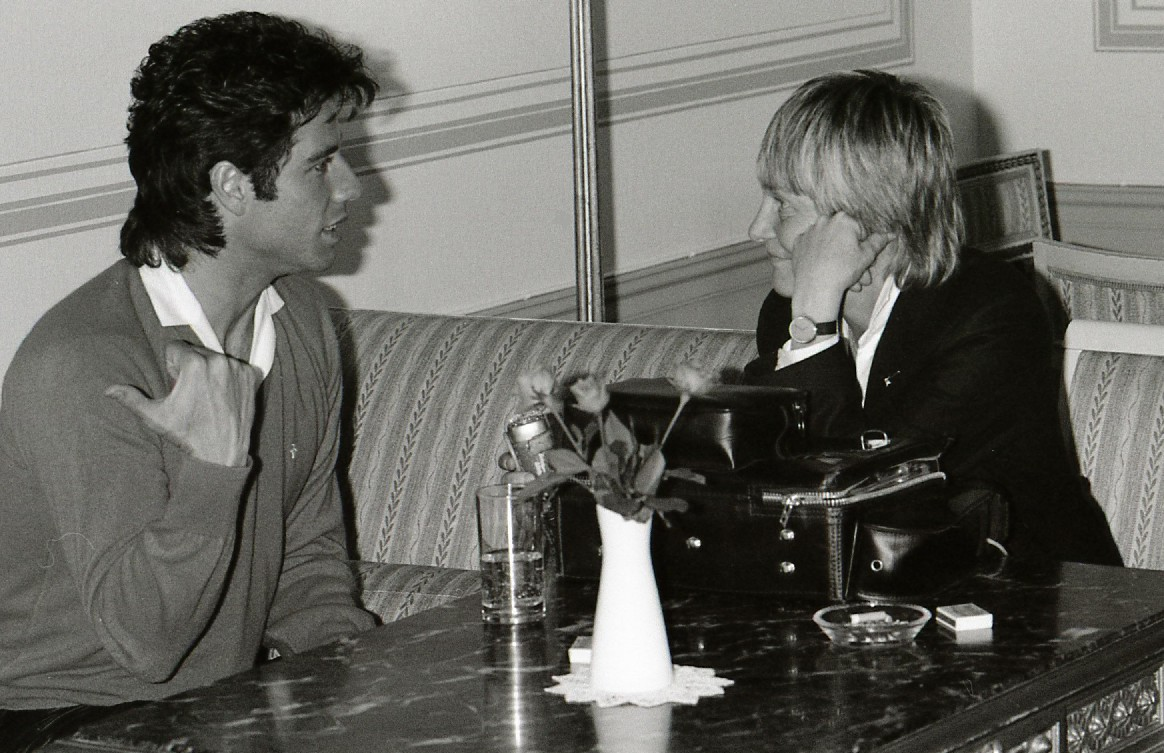
Kersti Adams-Ray intervjuar John Travolta under hans besök i Sverige inför premiären av Staying Alive 1983.

Efter Urban Cowboy medverkade Travolta i en rad sågade och/eller ekonomisk misslyckade filmer vilket skulle göra hans karriär åsidosatt. Travolta återförenades med Brian De Palma i Vittnet måste tystas (1981) som trots positiva recensioner inte skulle täcka sina produktionskostnad. Filmens slut fick ett dåligt rykte bland publiken och det sägs ha påverkat publiktillströmningen. Som hyrfilm drog den dock in ytterligare 8 miljoner dollar. Han skulle sedan reprisera sin roll som Tony Manero i en uppföljare till Saturday Night Fever (1977). Staying Alive (1983) blev brutalt sågad av kritiker, på Rotten Tomatoes innehar filmen ovanliga 0% positiva recensioner. Filmkritiker Roger Ebert som hade hyllat föregångaren kallade filmen för "skrattretande tafatt" och klagade på bristen av: "det som gjorde Saturday Night Fever verklig... där är inget av det gamla området, inga vulgära uppgörelser med familjen (han ber om ursäkt till sin mor för sin 'attityd'!) och ingen Brooklyn-excentricitet". Även om den inte blev samma kassasuccé som sin föregångare så blev den dock en finansiell succé.

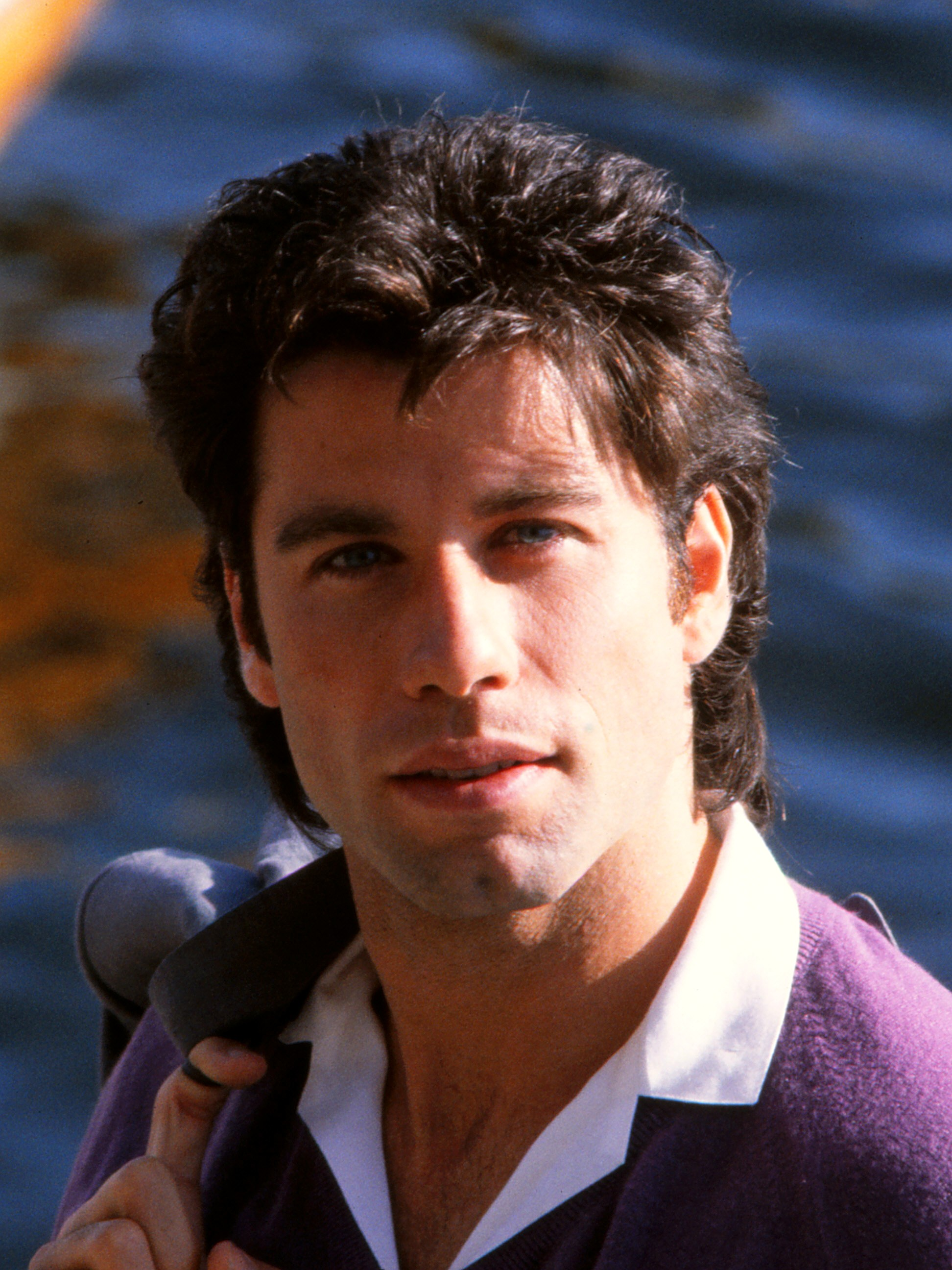
Travolta i Sverige, september 1983.

Travoltas nästa filmer Two of a Kind (1983), Perfect (1985) och Experterna (1989) skulle samtliga bli sågade av kritiker och vara finansiella misslyckanden. "Kan det verkligen vara så svårt att hitta en bra film åt John Travolta och Olivia Newton-John? Vilket romantiskt fluff som helst skulle ha räckt, men ändå har något så hemskt som Two of a Kind blivit skräddarsytt för stjärnorna. Resultatet är så katastrofalt att ingen framstår i goda dagar, kanske möjligen frisörerna som involverades" skrev The New York Times. Under denna tid tackade han samtidigt nej till flera huvudroller i flera succéer som American Gigolo (1980), En officer och gentleman (1982) och Splash (1984).
Travolta fick sedan sin största ekonomiska succé sedan Grease med komedin Titta han snackar! (1991). Filmen kom att få två uppföljare, varav Titta hon snackar också! fick premiär året efter. Även den en ekonomisk succé, men till skillnad från föregångaren som fick ett mediokert mottagande bland kritiker skulle den bli sågad. Den tredje filmen i serien, Titta vem som snackar nu! (1993) skulle däremot bli både ett finansiellt misslyckande och brutalt sågad, på Rotten Tomatoes innehar filmen ovanliga 0% positiva recensioner. "Icke så förvånande är denna film svag, den sista filmen i en svag triologi, fylld med svaga karaktärer, som har svaga dialoger, och utspelas i, du gissade det, en svag handling." skrev filmtidningen Empire. Även filmerna däremellan, Shout (1991), Räddare i nöden (1991) och Skulden (1991) blev finansiella misslyckanden och sågade bland kritiker. Travolta skulle under denna tid även bli erbjuden huvudrollen som titelkaraktären i Forrest Gump (1994) som han avböjde. Tom Hanks skulle än en gång få rollen istället för Travolta, den första var Splash. Denna gång blev dock filmen en stor internationell kritikerrosad succé som gav Hanks en Oscar för sin rolltolkning. Travolta ångrar beslutet än idag.

### Comeback

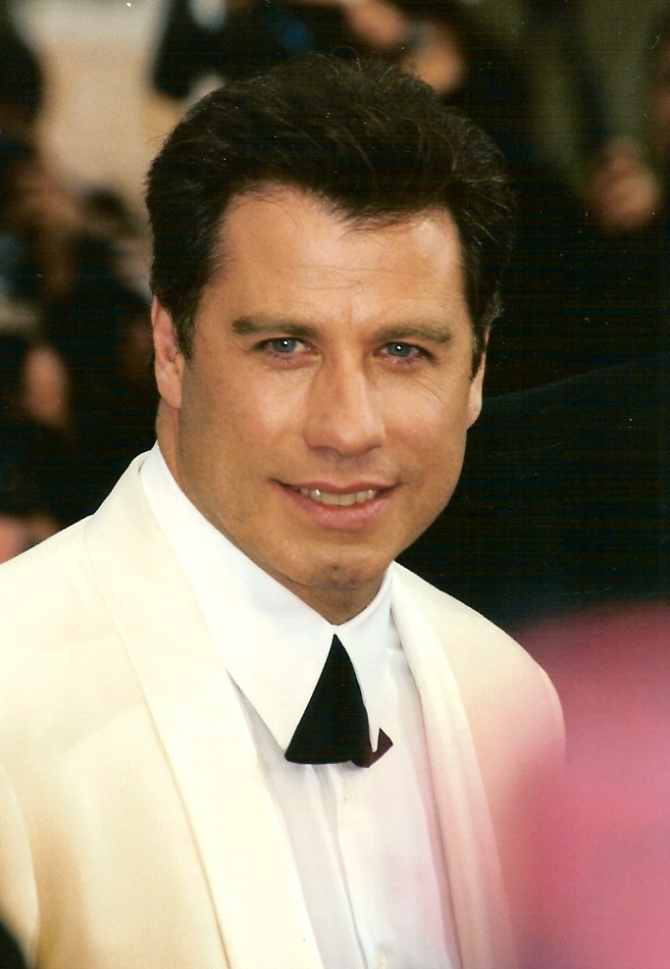
Travolta 1997.

Det krävdes långa övertalningar från Quentin Tarantino för att förmå produktionsbolaget Miramax Films att acceptera "föredettingen" Travolta för en roll i hans film Pulp Fiction. Det blev med just denna film från 1994 som Travolta fick en comeback efter många år utanför rampljuset. Rollen som den heroinmissbrukande torpeden Vincent Vega genererade Travoltas andra Oscarsnominering. Filmen blev en enorm framgång, som vann Guldpalmen på Cannes filmfestival, blev ett populärkulturellt fenomen och hamnar ofta på listor om tidernas bästa film. Travolta blev genom filmen än en gång en av de mest eftertraktade stjärnorna i Hollywood och blev översvämmad av varierande roller varav han redan året efter syntes som lånehaj i Get Shorty. En roll som belönade honom med en Golden Globe för Bästa skådespelare. Han skulle också spela ärkeängeln Mikael i komedin Michael (1996), en man med övernaturliga krafter i den romantiska filmen Fenomen (1996) och en korrupt stridspilot i actionfilmen Broken Arrow (1996) vilka alla skulle bli ekonomiska framgångar.
Travolta spelade också mot Nicholas Cage där de byter ansikte och infiltrerar varandra i actionfilmen Face/Off som blev en stor framgång, däribland årets fjortonde mest inkomstbringande film. Skådespelarduon skulle också få stora hyllningar för sina insatser och regissören John Woo ansågs ha gjort sin bästa film i karriären. Den skulle också bli en kultfilm. Han skulle sedan spela brigadgeneral i krigsfilmen Den tunna röda linjen (1998) som också blev en stor framgång men precis som många andra skådespelare blev hans roll mycket nedklippt till slutversionen. Han skulle samma år synas  i rättsdramat A Civil Action som skulle få fina recensioner från kritiker men bli en besvikelse inkomstmässigt. Samma öde väntade politikerdramat Spelets regler, även den från 1998. Travolta skulle dock bli nominerad för en Golden Globe för bästa skådespelare för sin insats. I Generalens dotter (1999) spelade Travolta en militär som utreder ett mord, vilket skulle bli en stor inkomstbringande succé även om recensioner från kritiker var till största del negativa men The New York Times tyckte det var Travolta som bar filmen.

### Karriären dalar igen
Travolta skulle både ha huvudrollen och bidra med flera miljoner dollar till science fiction filmen Battlefield Earth (2000) och därmed även agera producent. Filmen var Travoltas drömprojekt som han hade arbetat med sedan i början av 1990-talet. Filmen baserades på romanen med samma namn (Kampen om jorden på svenska) från 1982 av scientologins grundare L. Ron Hubbard. Filmen blev enhälligt sågad av kritiker som inte kunde se någonting positivt alls med filmen. Den skulle också bli ett kommersiellt misslyckande. Battlefield Earth beskrivs ofta som tidernas sämsta film och även den sämsta i Travoltas filmografi. Filmbolaget Franchise Pictures skulle gå i konkurrs efter filmens förluster. Filmen skulle mottaga åtta priser på Golden Raspberry Awards däribland Sämsta skådespelare för Travolta. År 2010 mottog den även Decenniets sämsta film. Filmen anses vara Travoltas ultimata karriärdödare, och även om han fortsatt gjort många filmer efter Battlefield Earth så har karriären aldrig nått upp till de höjder han en gång haft.
Samtliga filmer Travolta medverkade i därefter skulle både sågas och vara knappt ekonomiskt gångbara däribland storfilmer som Swordfish (2001), Basic (2003), The Punisher (2004), Be Cool (2005) och Lonely Hearts (2006). Med filmen Wild Hogs (2007) medverkade Travolta i sin första succé sedan Generalens dotter (1999), även om den blev brutalt sågad. Däremot syntes han samma år i musikalfilmen Hairspray som skulle bli både kritikerrosad och en finansiell succé. Travolta var utklädd till kvinna och det var även den första musikal han medverkade i sedan Grease. Även nästa film han medverkade i, Disneyfilmen Bolt (2008) där han gjorde rösten åt titelkaraktären skulle bli kritikerrosad och en finansiell succé trots att den hade premiär samma helg som den emotsedda tonårsfilmen Twilight och Bondfilmen Quantum of Solace. Travolta medverkade sedan bredvid Denzel Washington i Linje 1 2 3 kapad där han spelade antagonisten. Filmen fick ett mediokert mottagande.

### Vidare karriär

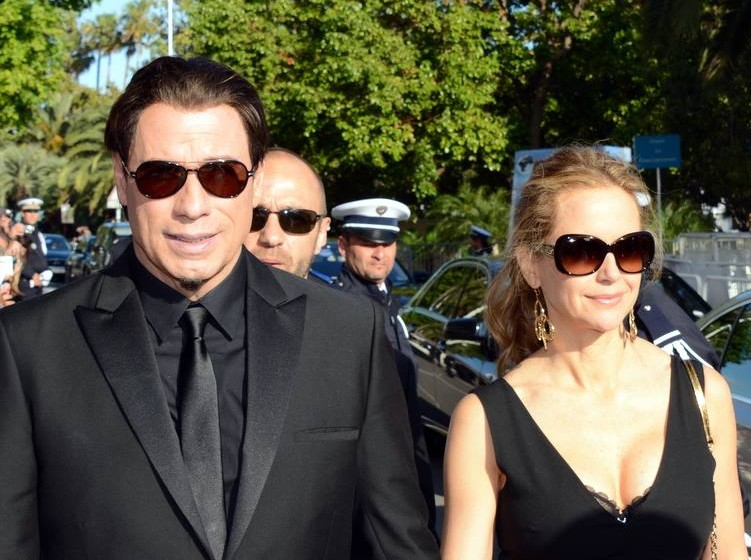
Travolta och hans fru Kelly Preston på Cannes filmfestival 2014.

Travolta fortsatte i början av 2010-talet medverka i sågade actionfilmer som From Paris with Love (2010), Savages (2012), Killing Season (2013), The Forger (2014), Life on the Line (2015), Criminal Activities (2015) och I Am Wrath (2016). Han skulle sedan porträttera advokaten Robert Shapiro i TV-serien Fallet O.J. Simpson: American Crime Story. Serien blev kritikerrosad och vann nio Emmy Awards. Travoltas insats skulle däremot få blandad kritik. Han blev ändå nominerad för en Golden Globe för Bästa biroll och skulle få en statyett då han var producent för serien som vann för Bästa miniserie. Samma år syntes han också som en sheriff med träben i Ti West westernfilmen In a Valley of Violence som fick fina recensioner av kritiker. Dock skulle Travolta även där få blandat mottagande. Han porträtterade maffiabossen John Gotti i den biografiska Gotti (2018) som skulle underprestera på biograferna och bli brutalt sågad av kritiker. Några enstaka kritiker skulle tycka Travoltas insats och sminkningen gick an. Filmen skulle bli nominerad till sex priser på Golden Raspberry Awards däribland Sämsta film och Sämsta huvudroll för Travolta. Den innehar också ovanliga 0% positiva betyg på Rotten Tomatoes.
Även om 0% i positiva betyg på Rotten Tomatoes är ovanligt lyckades samtliga av Travoltas nästkommande filmer med den bedriften som alla släpptes direkt till video; Speed Kills (2018), Trading Paint (2019) och The Poison Rose (2019). För sin roll i Trading Paint och The Fanatic (2019), som fick en begränsad biovisning och 14% positiva recensioner på Rotten Tomatoes, skulle han vinna för Sämsta skådespelare på Golden Raspberry Awards. Tillsammans med Kevin Hart medverkade Travolta i komediserien Die Hart (2020) vilket skulle ge honom en nominering till Emmy Awards. När hans fru Kelly Preston dog 2020 meddelade Travolta att han kommer spendera en tid med sina barn och meddelade på Instagram om att han inte kommer synas på ett tag. Han återvände sedan till sågade actionfilmer som släpptes direkt till video med Paradise City (2022), Mob Land (2023) och Cash Out (2024).

## Privatliv

### Familj och relationer

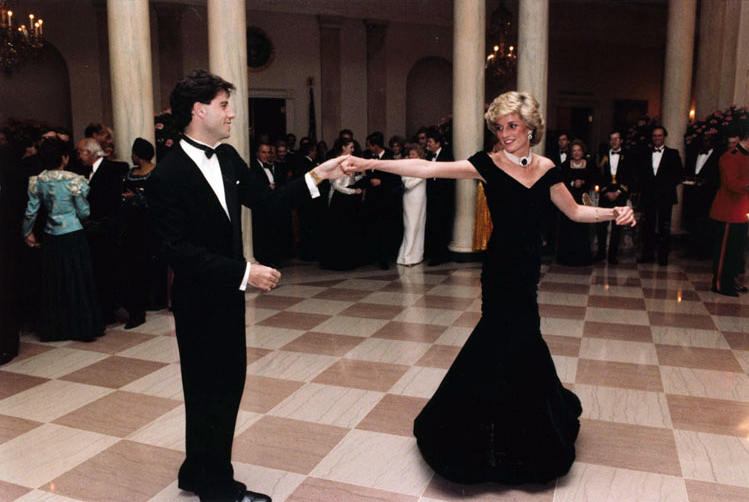
Travolta dansar med Prinsessan Diana i Vita Huset, 1985. Klänningen hon bar kom att kallas för "Travolta klänningen".

Travolta träffade skådespelaren Diana Hyland under inspelningen av Pojken i plastbubblan (1976). De förblev ett par till Hyland dog av bröstcancer den 27 mars 1977. 1980 hade han ett kort förhållande med den franska skådespelerskan Catherine Deneuve. Travolta hade sedan ett stormigt till och från förhållande med skådespelaren Marilu Henner som tog slut parmanent 1985. Under inspelningen av Experterna (1989) träffade Travolta skådespelaren Kelly Preston och paret gifte sig i Paris 1991. Paret har tre barn: Jett (1992-2009) Ella Bleu (född 2000) och Benjamin (född 2010). Paret vände sig ofta till parterapi och Travolta har sagt att det hjälpte deras äktenskap. Familjen var bosatt i Ocala i Florida.
Den 2 januari 2009 dog Jett som 16-åring då familjen var på julsemester i Bahamas. Han antas ha dött av ett anfall, något som var vanligt för Jett då han hade autism och drabbades som spädbarn av Kawasakis sjukdom. Efter mycken spekulationer i media, höll Travolta och Preston en presskonferens om orsakerna till sonens bortgång och Travolta tackade sin familj och scientologin som stöd att hantera sin sons död och att ta upp sin karriär igen. Travolta startade välgörenhetsorganisationen Jett Travolta Foundation i Jetts minne, en organisation som ska hjäla barn med särskilda behov. Den 12 juli 2020 avled Travoltas fru i sviterna av bröstcancer i deras hem i Clearwater i Florida. Hon blev 57 år gammal.

### Pilot

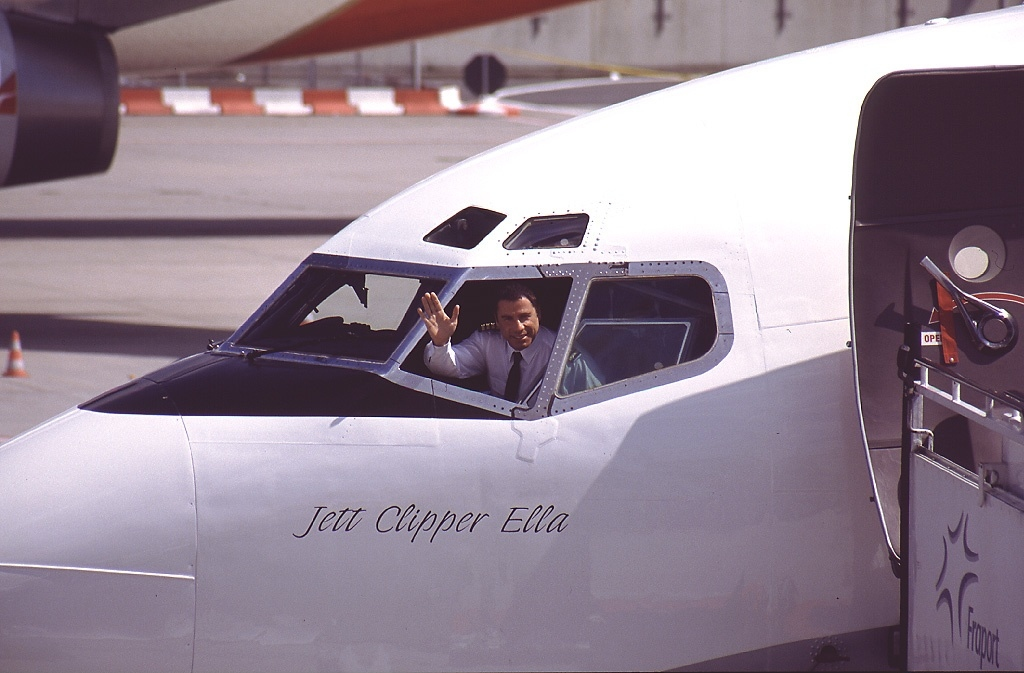
Travolta i cockpiten på sin Boeing 707, 2002.

Travolta har sedan barnsben haft ett stort flygintresse och innehar certifikat för stora flygplan som Boeing 707, 737 och 747. Han äger fyra flygplan. Han ägde förut ett Boeing 707-138B som förut tillhörde flygbolaget Qantas och han flög många välgörenhetsuppdrag åt dem som ambassadör. Travolta döpte flygplanet till ""Jett Clipper Ella" efter sina barn. "Clipper" är en gammal anropssignal för den sortens flygplan på flygbolaget Pan Am. 2017 donerade han flygplanet till Historical Aircraft Restoration Society i Australien. Travolta skulle själv flyga ner planet under 2019, men det blev uppskjutet på grund av planets skick. När planet väl skulle levereras 2020, hade ägarskapet ändrats och Travolta fick inte flyga ner det.
1992, när Travolta flög sitt Gulfstream N728T under en nattflygning drabbades han av ett totalt fel på elsystemet när han närmade sig landning på Washington National Airport. Under nödlandning frontalkrocka han nästan med ett Boeing 727, något som en flygtrafikledare bedömde som "ett riskfyllt beslut" efteråt. År 2010 bjöd Oprah Winfrey hela sin publik på en 8 dagarsresa till Australien på ett plan som skulle flygas av Travolta. Han hjälpte Winfrey planera resan under ett år.
Han har också skrivit romanen Propeller One-Way Night Coach, som handlar om en ung pojkes första flygning.
Hans hus i Ocala i Florida låg i anslutning till den privata flygplatsen Jumbolair Airport, vilket gjorde att hans egna startbana och hangar låg precis bredvid huset.

### Scientologi
Travolta är scientolog sedan mitten av 1970-talet och är en av de kända personer som förekommer i Scientologikyrkans rekryteringsfilm Orientation: A Scientology Information Film. Han medverkade även i Scientologikyrkans musikprojekt The Road to Freedom (1986). 1992 tilldelades han International Association of Scientologists "Freedom Medal".

## Filmografi

### Film
| År   | Titel                                          | Roll                                     | Noter |
| ---- | ---------------------------------------------- | ---------------------------------------- | --- |
| 1975 | The Tenth Level                                | John                                     | TV-film |
| 1975 | I djävulens klor                               | Danny                                    | |
| 1976 | Pojken i plastbubblan                          | Tod Lubitch                              | TV-film Nominerad—TV Land Award |
| 1976 | Carrie                                         | Billy Nolan                              | |
| 1977 | Saturday Night Fever                           | Tony Manero                              | National Board of Review Award for Best Actor Nominerad—Oscar för bästa manliga huvudroll Nominerad—Golden Globe Award for Best Actor - Motion Picture Musical or Comedy 3:e plats—National Society of Film Critics Award for Best Actor 3:e plats—New York Film Critics Circle Award for Best Actor |
| 1978 | Grease                                         | Daniel "Danny" Zuko                      | Henrietta Award – World Film Favorite Actor Nominerad—Golden Globe Award for Best Actor - Motion Picture Musical or Comedy |
| 1978 | Moment by Moment                               | Strip Harrison                           | |
| 1980 | Urban Cowboy                                   | Buford 'Bud' Uan Davis                   | |
| 1981 | Vittnet måste tystas                           | Jack Terry                               | |
| 1983 | Staying Alive                                  | Tony Manero                              | |
| 1983 | Two of a Kind                                  | Zack Melon                               | |
| 1985 | Perfect                                        | Adam Lawrence                            | |
| 1987 | Basements                                      | Ben                                      | TV-film |
| 1989 | Experterna                                     | Travis                                   | |
| 1989 | Titta han snackar!                             | James Ubriacco                           | |
| 1990 | Titta hon snackar också!                       | James Ubriacco                           | |
| 1991 | Shout                                          | Jack Cabe                                | |
| 1991 | Räddare i nöden                                | Bobby                                    | |
| 1991 | Skulden                                        | Scott Barnes                             | TV-film, även manus |
| 1992 | Boris and Natasha: The Movie                   | Sig själv                                | TV-film, cameo |
| 1993 | Titta vem som snackar nu!                      | James Ubriacco                           | |
| 1994 | Pulp Fiction                                   | Vincent Vega                             | MTV Movie Award for Best Dance Sequence David di Donatello Award for Best Foreign Actor London Critics Circle Film Award for Actor of the Year Los Angeles Film Critics Association Award for Best Actor Stockholm International Film Festival for Best Actor Nominerad—Oscar för bästa manliga huvudroll Nominerad—BAFTA Award for Best Actor in a Leading Role Nominerad—Chicago Film Critics Association Award for Best Actor Nominerad—Dallas-Fort Worth Film Critics Association Award for Best Actor Nominerad—Golden Globe Award for Best Actor - Motion Picture Drama Nominerad—MTV Movie Award for Best Performance Nominerad—MTV Movie Award for Best On-Screen Duo 3:e plats—National Society of Film Critics Award for Best Actor Nominerad—Screen Actors Guild Award for Outstanding Performance by a Male Actor in a Leading Role |
| 1995 | Get Shorty                                     | Chili Palmer                             | American Comedy Award for Funniest Actor in a Motion Picture (Huvudroll) Golden Globe Award for Best Actor - Motion Picture Musical or Comedy Southeastern Film Critics Association Award for Best Actor Nominerad—Screen Actors Guild Award for Outstanding Performance by a Cast in a Motion Picture |
| 1995 | White Man's Burden                             | Louis Pinnock                            | |
| 1996 | Michael                                        | Mikael                                   | |
| 1996 | Fenomen                                        | George Malley                            | |
| 1996 | Orientation: A Scientology Information Film    | Sig själv                                | Kortfilm |
| 1996 | Broken Arrow                                   | Major Vic 'Deak' Deakins                 | |
| 1997 | Off the Menu: The Last Days of Chasen's        | Sig själv                                | Dokumentär |
| 1997 | Mad City                                       | Sam Baily                                | |
| 1997 | Face/Off                                       | Sean Archer/Castor Troy                  | MTV Movie Award for Best On-Screen Duo Nominerad—Blockbuster Entertainment Award for Favorite Actor - Action/Adventure Nominerad—MTV Movie Award for Best Performance Nominerad—MTV Movie Award for Best Villain Nominerad—Saturn Award for Best Actor |
| 1997 | She's So Lovely                                | Joey Giamonti                            | Även exekutiv producent |
| 1998 | A Civil Action                                 | Jan Schlichtmann                         | |
| 1998 | Den tunna röda linjen                          | Brigadgeneral Quintard                   | Satellite Special Achievement Award for Outstanding Motion Picture Ensemble |
| 1998 | Junket Whore                                   | Sig själv                                | Dokumentär |
| 1998 | Spelets regler                                 | Guvernör Jack Stanton                    | Nominerad—Golden Globe Award for Best Actor - Motion Picture Musical or Comedy |
| 1999 | Generalens dotter                              | Warr. Off. Paul Brenner/Sgt. Frank White | |
| 1999 | Our Friend, Martin                             | Mr. Langon                               | Röstroll |
| 2000 | Welcome to Hollywood                           | Sig själv                                | Fiktiv dokumentärfilm; Cameo |
| 2000 | Lucky Numbers                                  | Russ Richards                            | |
| 2000 | Battlefield Earth                              | Terl                                     | Även producent Razzie Award for Worst Actor |
| 2001 | Domestic Disturbance                           | Frank Morrison                           | |
| 2001 | Swordfish                                      | Gabriel Shear                            | |
| 2002 | Austin Powers in Goldmember                    | Sig själv som "Austinpussy" Goldmember   | Cameo |
| 2003 | Basic                                          | Tom Hardy                                | |
| 2004 | Ladder 49                                      | Captain Mike Kennedy                     | |
| 2004 | A Love Song for Bobby Long                     | Bobby Long                               | |
| 2004 | The Punisher                                   | Howard Saint                             | |
| 2005 | Magnificent Desolation: Walking on the Moon 3D | James Benson "Jim" Irwin                 | Berättare, Dokumentär |
| 2005 | Be Cool                                        | Chili Palmer                             | |
| 2006 | Lonely Hearts                                  | Elmer C. Robinson                        | |
| 2007 | Wild Hogs                                      | Woody Stevens                            | |
| 2007 | Hairspray                                      | Edna Turnblad                            | Broadcast Film Critics Association Award for Best Cast Hollywood Film Festival for Ensemble of the Year Hollywood Film Festival for Supporting Actor of the Year Nominerad—Golden Globe Award for Best Supporting Actor - Motion Picture Nominerad—Palm Springs International Film Festival Ensemble Cast Award Nominerad—Screen Actors Guild Award for Outstanding Performance by a Cast in a Motion Picture |
| 2008 | Bolt                                           | Bolt                                     | Röstroll |
| 2009 | Linje 1 2 3 kapad                              | Dennis "Ryder" Ford                      | |
| 2009 | Old Dogs                                       | Charlie Reed                             | |
| 2010 | From Paris with Love                           | Charlie Wax                              | |
| 2012 | Savages                                        | Dennis Cain                              | |
| 2012 | Casting By                                     | Sig själv                                | Dokumentär |
| 2013 | Killing Season                                 | Emil Kovac                               | |
| 2014 | The Forger                                     | Ray Cutter                               | |
| 2015 | Life on the Line                               | Beau Ginner                              | |
| 2015 | Criminal Activities                            | Eddie                                    | Även producent |
| 2016 | In a Valley of Violence                        | Marshal Clyde Martin                     | |
| 2016 | I Am Wrath                                     | Stanley Hill                             | |
| 2018 | Gotti                                          | John Gotti                               | Även producent |
| 2018 | Speed Kills                                    | Ben Aronoff                              | |
| 2019 | Trading Paint                                  | Sam Munroe                               | Razzie Award for Worst Actor |
| 2019 | The Poison Rose                                | Carson Phillips                          | |
| 2019 | The Fanatic                                    | Moose                                    | Razzie Award for Worst Actor |
| 2022 | Paradise City                                  | Arlene Buckley                           | |
| 2023 | Mob Land                                       | Bodie Davis                              | |
| 2023 | The Shepherd                                   | Johnny Kavanagh                          | Kortfilm |
| 2024 | Cash Out                                       | Mason Goddard                            | |

### TV
| År        | Titel                                     | Roll                       | Noter                           |
| --------- | ----------------------------------------- | -------------------------- | ------------------------------- |
| 1972      | Emergency!                                | Chuck Benson               | Avsnitt: "Kids"                 |
| 1972      | Owen Marshall: Counselor at Law           |                            | Avsnitt: "A Piece of God"       |
| 1973      | The Rookies                               | Eddie Halley               | Avsnitt: " Frozen Smoke"        |
| 1974      | Medical Center                            | Danny                      | Avsnitt: "Saturday's Child"     |
| 1975–1979 | Welcome Back, Kotter                      | Vincent "Vinnie" Barbarino | 79 avsnitt                      |
| 1976      | Mr. T and Tina                            | Vinnie "Vinnie" Barbarino  | Avsnitt: "Pilot"                |
| 1987      | The Grand Knockout Tournament             | Sig själv                  | TV-special                      |
| 1994      | Saturday Night Live                       | Värd                       | Avsnitt: "John Travolta / Seal" |
| 2005      | Fat Actress                               | Sig själv                  | Avsnitt: "Big Butts"            |
| 2014      | Kirstie                                   | Mickey                     | Avsnitt: "Mickey & Maddie"      |
| 2016      | Fallet O.J. Simpson: American Crime Story | Robert Shapiro             | 10 avsnitt, även producent      |
| 2020      | Die Hart                                  | Ron Wilcox                 | 10 avsnitt                      |
| 2024      | Sanremo Music Festival 2024               | Sig själv                  | TV-special                      |

## Diskografi

### Album
| År   | Album                                 | US  |
| ---- | ------------------------------------- | --- |
| 1974 | Over Here!                            | —   |
| 1976 | John Travolta                         | 39  |
| 1977 | Can't Let You Go                      | 66  |
| 1978 | Travolta Fever                        | 161 |
| 1978 | Grease                                | 1   |
| 1983 | Two of a Kind                         | 26  |
| 1986 | The Road to Freedom                   | —   |
| 1996 | Let Her In: The Best of John Travolta | —   |
| 2003 | The Collection                        | —   |
| 2007 | Hairspray                             | —   |

### Singlar
- "Dream Drummin'" (1974)
- "Easy Evil" (1975)
- "Can't Let You Go" (1975)
- "You Set My Dreams To Music" (1976)
- "Goodnight Mr. Moon" (1976)
- "Rainbows" (1976)
- "Settle Down" (1976)
- "Moonlight Lady" (1976)
- "Right Time Of The Night" (1976)
- "Big Trouble" (1976)
- "What Would They Say" (1976)
- "Back Doors Crying" (1976)
- "Let Her In" (1976) – #10
- "Whenever I'm Away From You" (1976) – #38
- "Slow Dancin'" (1976)
- "It Had To Be You" (1976)
- "I Don't Know What I Like About You Baby" (1976)
- "All Strung Out On You" (1977) – #34
- "Baby, I Could Be So Good At Lovin' You" (1977)
- "Razzamatazz" (1977)
- "You're the One That I Want" – #1 (1978) (w/ Olivia Newton-John)
- "Sandy" (1978)
- "Greased Lightnin" (1978) – #47
- "Never Gonna Fall in Love Again" (1980)
- "Take A Chance" (1983) (w/ Olivia Newton-John)
- "Two Sleepy People" (1997) (w/ Carly Simon)
- "I Thought I Lost You" (2008) (w/ Miley Cyrus)